# Alexi Laiho
Alexi Laiho, geboren als Markku Uula Aleksi Laiho (Espoo, 8 april 1979 - Helsinki, 29 december 2020) was een Finse metalartiest. Laiho was voornamelijk bekend als de vocalist en gitarist van de melodieuze deathmetalband Children of Bodom. Tevens was Laiho actief in de punkgroep Kylähullut, de Finse supergroep The Local Band en sinds 2020 in de metalband Bodom After Midnight. Voorheen heeft Laiho ook nog gespeeld in de minder bekende metalbands Sinergy, Impaled Nazarene en Thy Serpent.
Op 4 januari 2021 werd bekendgemaakt dat Laiho een week eerder was overleden. In het persbericht werd gemeld dat Laiho al enkele jaren kampte met gezondheidsproblemen.

## Jeugd
Laiho begon met vioolspelen en speelde ook een beetje piano, tot hij zich begon te interesseren voor rock-'n-roll en heavy metal. Hij werd tot gitaarspelen geïnpireerd door Steve Vai en zijn videoclip van For The Love Of God. Toen hij elf jaar was, kreeg hij zijn eerste elektrische gitaar, een Tokai Stratocaster, van zijn vader.
Hij nam vervolgens gitaarles aan het pop- en jazzconservatorium in Oulunkylä te Finland. Op zijn zestiende ging hij van school om zich volledig te concentreren op gitaarspelen. In die tijd speelde hij al in Thy Serpent en Impaled Nazarene. In 1993 richtte hij met zijn jeugdvriend Jaska Raatikainen de groep Inearthed op.

## Children of Bodom
De naam Inearthed werd veranderd in Children of Bodom omdat de band een Belgisch platencontract had onder de naam Inearthed. Alexi was hier echter ontevreden over, want hij moest zijn cd's zelf verkopen. Door de naam van de band te veranderen, deed hij definitief afstand van het recordlabel en kreeg hij in Finland een beter contract voorgeschoteld bij Spinefarm Records. In 1997 verscheen de eerste cd, getiteld Something Wild. Tijdens het toeren en het oprichten van Sinergy bracht Children of Bodom op 26 april 1999 zijn tweede album, Hatebreeder, uit. Hierna volgden er nog twee albums, namelijk Follow the Reaper op 30 oktober 2000 en Hate Crew Deathroll 7 januari 2003. In 2005 kwam de cd Are You Dead Yet uit en in 2008 Blooddrunk. Hierna volgde in 2009 Skeletons in the closet, een album met uitsluitend covers. Het laatste album van Children of Bodom was Hexed (Maart 2019). De officiële mascotte van Children of Bodom is "De Reaper", die de band "Roy" noemt, ook bekend als de Vierde Ruiter, Magere Hein, etc. Alexi moest een cover kiezen voor de eerste cd. Hij zag de man met de zeis, wiens gezicht schuilgaat onder een kap, en dit beviel hem wel. Het idee sloeg ook aan bij de andere leden.

## Gitaren
In de loop van zijn carrière bouwde Laiho een goede reputatie op. Veel gitaarmerken vroegen hem een eigen gitaar te maken. Zo had hij een Jackson Custom RR met zijn bijnaam Wildchild als opschrift. Dat was een Custom Shop-gitaar (die hij zelf had gekocht). Een andere Jacksongitaar, die hij had gekocht van de Stonegitarist Jiri Jalkanen, werd later gestolen.
In december 2004 genoten Alexi en de andere bandleden van Children of Bodom nog na van een heftige show die avond. Laiho zette zijn gitaren in een apart hok. Toen hij wakker werd, waren beide Jacksons gestolen. Laiho vroeg Jackson een nieuwe gitaar voor hem te bouwen, maar dit zou één jaar in beslag nemen. ESP bleek de klus echter in slechts 3 tot 4 maanden te kunnen klaren, op voorwaarde dat heel de band zich liet sponsoren door het merk. Zoals beloofd kreeg Laiho ook zijn eigen gitaar van ESP, uitgerust met gedetailleerde zeisen op de frets, de ESP RV-350AL.
- Bibsys: 9068067
- Gemeinsame Normdatei: 135201322
- International Standard Name Identifier: 0000 0000 7881 4734
- Library of Congress Control Number: no2011032557
- MusicBrainz: 48c7deb0-e19d-4e0b-86f1-ed799ca9dc73
- Nationale Bibliotheek van Tsjechië: js20060630005
- Nederlandse Thesaurus van Auteursnamen: 333775171
- Istituto Centrale per il Catalogo Unico: DDSV155288
- Virtual International Authority File: 451149106174068491357